# سامانتا موری
سامانتا موری (انگلیسی: Samantha Murray؛ زادهٔ ۲۵ سپتامبر ۱۹۸۹) ورزشکار پنج‌گانه مدرن اهل بریتانیا است.
وی در مسابقات کشوری و بین‌المللی در مجموع برندهٔ ۹ مدال طلا، ۴ مدال نقره، ۳ مدال برنز شده‌است.